# Elaphria acaste
Elaphria acaste är en fjärilsart som beskrevs av Herrich-Schäffer 1869. Elaphria acaste ingår i släktet Elaphria och familjen nattflyn. Inga underarter finns listade i Catalogue of Life.